# Sukces (miesięcznik)
Sukces – pierwszy w Polsce po transformacji ustrojowej z 1989 wysokonakładowy magazyn (miesięcznik), wydawany przez prywatną spółkę Inter-media. Twórcami Sukcesu była czwórka szkolnych przyjaciół: Joanna i Ryszard Stolarscy, Tadeusz Helwich i Wojciech Mittelstaedt. Pierwszy numer ukazał się 29 kwietnia 1990 w nakładzie 100 000 egz. Poziom edytorski czasopisma wyraźnie przewyższał istniejące wtedy na rynku tytuły. Motto pisma brzmiało Magazyn nie tylko dla Panów. Po 2000 właścicielem Sukcesu był Zbigniew Jakubas, a wydawała go spółka Mulitco Press. Później przejęła go spółka Wydawnictwo Przekrój, od 2012 spółka Presspublica (obie należące do Grzegorza Hajdarowicza).
Pierwszym redaktorem naczelnym był Wojciech Mittelstaedt. W latach 1998–2000 funkcję redaktora naczelnego pełnił Krzysztof Bochus. Od 2006 do kwietnia 2010 funkcję redaktora naczelnego pisma pełniła Barbara Stanisławczyk. Tę funkcję pełnili następnie Artur Rumianek i od maja 2010 Agata Daniluk. Od listopada 2011 do lipca 2013 redaktorem naczelnym był Bartosz Węglarczyk. Później naczelnym został Cezary Szymanek. W 2016 roku przestało się ukazywać papierowe wydanie magazynu.